# Отрвил (Ен)
Отрвил (фр. Autreville) насеље је и општина у североисточној Француској у региону Пикардија, у департману Ен (Пикардија) која припада префектури Лаон.
По подацима из 2011. године у општини је живело 824 становника, а густина насељености је износила 232,11 становника/km². Општина се простире на површини од 3,55 km². Налази се на средњој надморској висини од 64 метара (максималној 68 m, а минималној 42 m).

## Демографија
| 1962. | 1968. | 1975. | 1982. | 1990. | 1999. | 2011. |
| ----- | ----- | ----- | ----- | ----- | ----- | ----- |
| 585   | 589   | 621   | 579   | 749   | 760   | 824   |

График промене броја становника у току последњих година